# Frithjof Fischer
Frithjof Fischer (auch: Frithjof Fischer-Sörensen, Pseudonyme Dieter Ott, Frithjof Asmus Johannsen-Nürnberg, Wulf Sörensen; * 23. Juli 1899 in Bonn; † 21. Mai 1977 in Orth an der Donau) war ein deutscher Schriftsteller. Zur Zeit des Nationalsozialismus veröffentlichte Fischer „völkische“ und antisemitische Schriften.

## Leben
Im Ersten Weltkrieg war Fischer nach eigenen Angaben Frontkämpfer und diente im bayerischen „Skiläuferkorps“. Fischer absolvierte später ein Volontariat im Kunst- und Buchhandel. Er war mehrfach verheiratet und hatte mindestens einen Sohn.
Fischer war Mitglied der NSV und schloss sich der SS an, in der er es bis zum SS-Unterscharführer brachte (SS-Nummer 107.191). Nach Ermittlungen des SD stand er der Deutschen Glaubensbewegung und der Bündischen Jugendbewegung nahe. Er habe 1934 nach Bewertung des SD noch „fest auf nationalsozialistischem Boden gestanden“; jedoch sei er mit seinen in der Schrift Die Stimme der Ahnen vertretenen rassekundlichen Positionen, von denen des Nationalsozialismus abgewichen.
Der Nordland-Verlag wurde im Sommer 1933 in Düsseldorf durch Fischer gegründet, der bis zu seiner Verhaftung 1936 Schriftleiter des Verlages und Herausgeber der im gleichen Verlag erschienen Halbmonatsschriften Nordland (Untertitel Kampfblatt der völkischen Aktion) und Der Brunnen. Für Deutsche Wesensart war.
Zwischen 3. Oktober 1936 und 7. Juli 1937 wurde er wegen „Beleidigung des Führers“ von der Geheimen Staatspolizei in Schutzhaft genommen.
Während seiner Haft wurde er auf Anweisung Himmlers aus dem Nordland-Verlag ausgeschlossen und aus der Schrifttumskommission abberufen. Seine Entlassung aus der Schutzhaft im Juli 1937 wurde von der SS „aus staatspolitischen Gründen“ mit der Auflage verbunden, dass Fischer-Sörensen sich in den zwei darauffolgenden Jahren nur kaufmännisch betätigen könne und Veröffentlichungen eine ausdrückliche Genehmigung des Reichsführers SS erfordern.
Zwischen 1941 und 1944 absolvierte Fischer in Paris ein Studium der Malerei und Kunstgeschichte. Später war er als Dolmetscher, Auslandskorrespondent, Maler und Reiseleiter tätig.

## Schriftstellerisches Werk
Fischer veröffentlichte vor allem völkische Propagandaschriften, die die rassische Höherwertigkeit der nordischen Völker und die kulturelle Überlegenheit der Germanen verkündeten. Fischer war nach eigenen Angaben seit ca. 1920 als Schriftsteller aktiv. Er verfasste zahlreiche Beiträge unter anderem für die Zeitschriften Die Notwehr (1933/34), Der Brunnen (1934/35) und Nordland (ab 1934), deren Gründer er zugleich war.
Der 1933 unter dem Pseudonym Wulf Sörensen im Nordland-Verlag veröffentlichte Titel Die Stimme der Ahnen war Fischers wichtigstes Werk, was Auflagenhöhe und Rezeption angeht – ein hetzerischer Aufruf gegen die Juden:
„‚Edel sei der Mensch, hilfreich und gut!‘ Ist das nicht weit, weit mehr, als jene zehn Gebote, die der Jude Moses dem verkommenen farbigen Hebräergesindel in der Wüste geben mußte, um dieser Horde die Anfangsgründe des Menschseins verständlich zu machen?“

## Werke
- Die Stimme der Ahnen, Düsseldorf 1933 (unter dem Namen Wulf Sörensen)
- Freund Hein, Magdeburg 1936 (unter dem Namen Wulf Sörensen)
- Eine unnütze Gesellschaft, Stuttgart 1960 (unter dem Namen Frithjof Fischer-Sörensen)
- Des Grafen Caprioli wunderbare Abenteuer zur See, Stuttgart 1964 (unter dem Namen Dieter Ott)
- Des Grafen Caprioli abenteuerliche Wette mit dem Zaren, Stuttgart 1966 (unter dem Namen Dieter Ott)
- Fünf Detektive und das Zauberei, Freiburg [u. a.] 1968 (unter dem Namen Dieter Ott)
- Hanspeter im Reich der kleinen Leute, St. Augustin 1970 (unter dem Namen Dieter Ott)
- Tolle Ferien bei Onkel Peter, St. Augustin 1971 (unter dem Namen Dieter Ott)
- Frieder Obendrein und andere Geschichten, Wien [u. a.] 1972 (unter dem Namen Frithjof Fischer-Sörensen)

## Übersetzungen
- Paul Chauchard: Wissenschaftlicher Materialismus und christlicher Glaube, Graz [u. a.] 1958 (übersetzt unter dem Namen Frithjof Fischer-Sörensen).